# Madame Tussauds

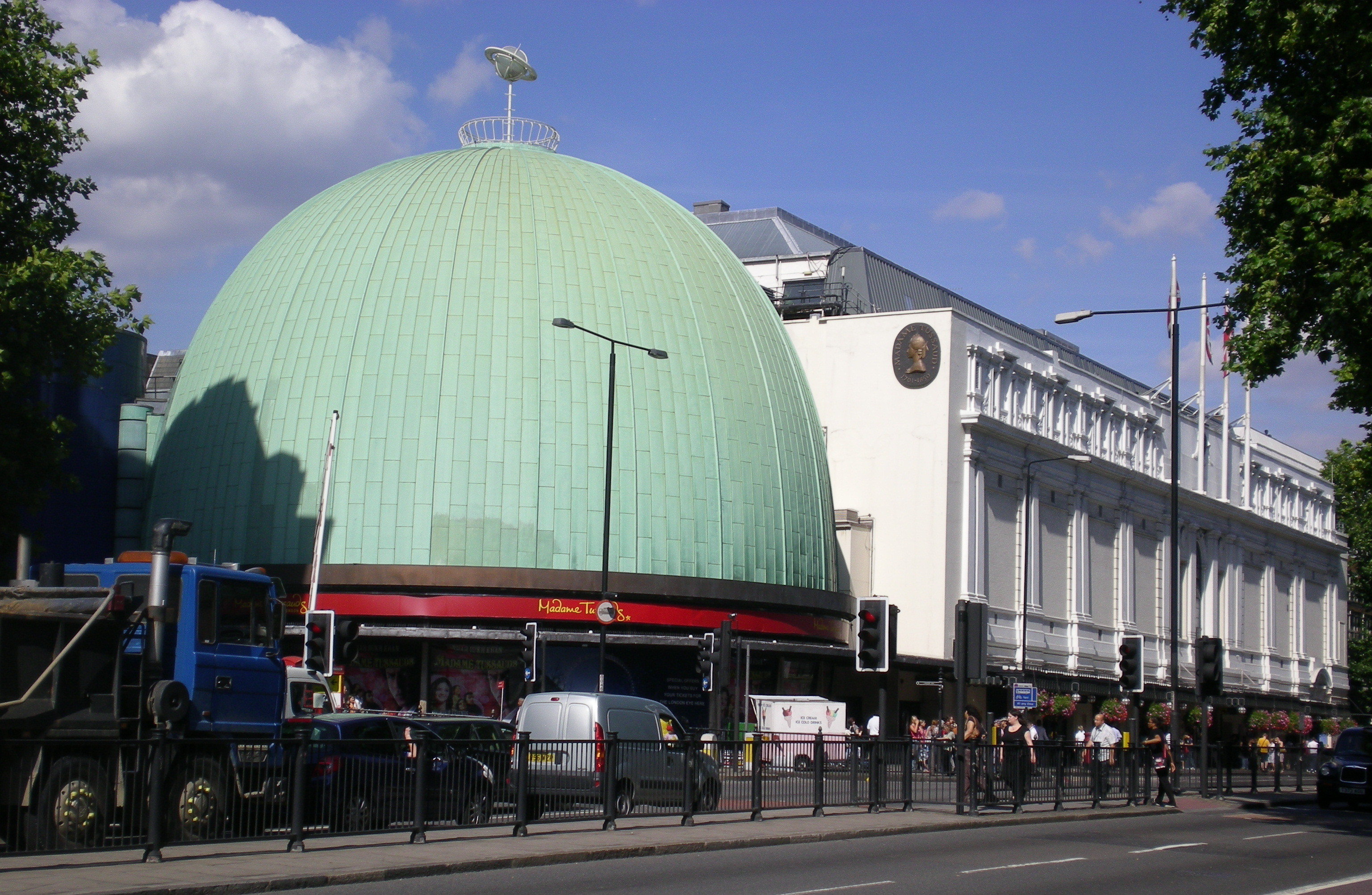
Madame Tussauds vaxkabinett i London.

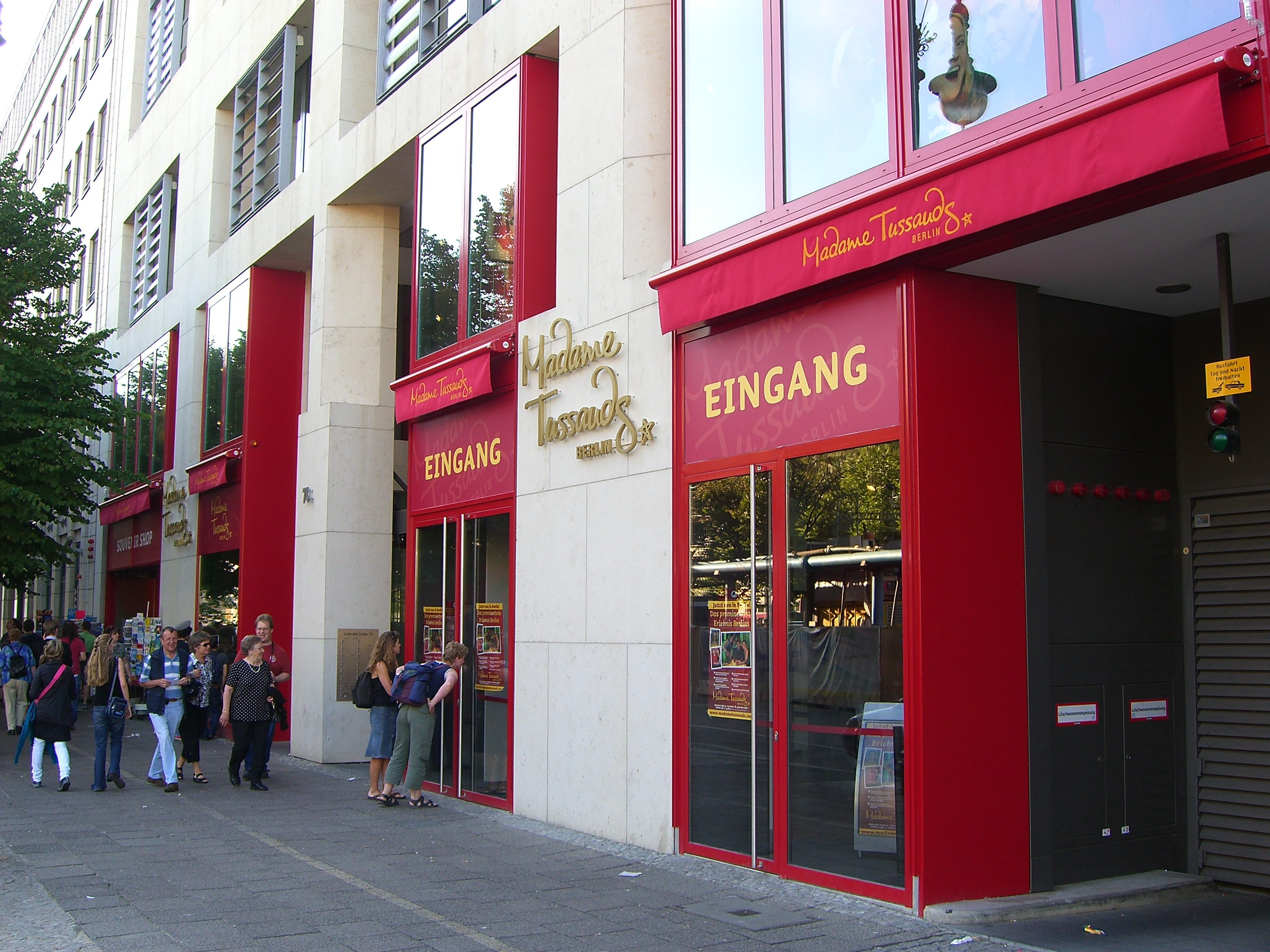
Madame Tussauds vaxkabinett i Berlin på gatan Unter den Linden nära Brandenburger Tor.

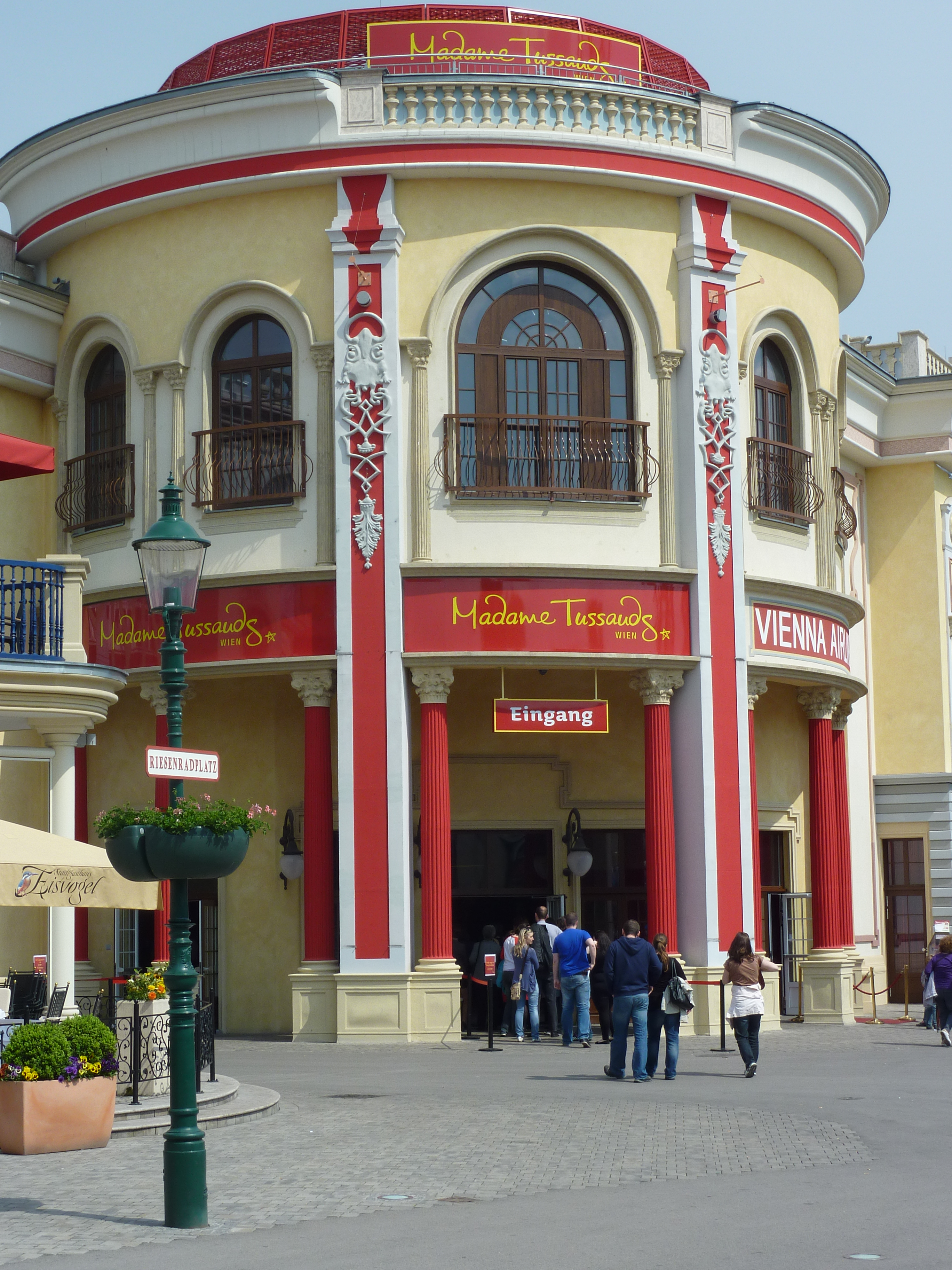
Madame Tussauds vaxkabinett i Wien.

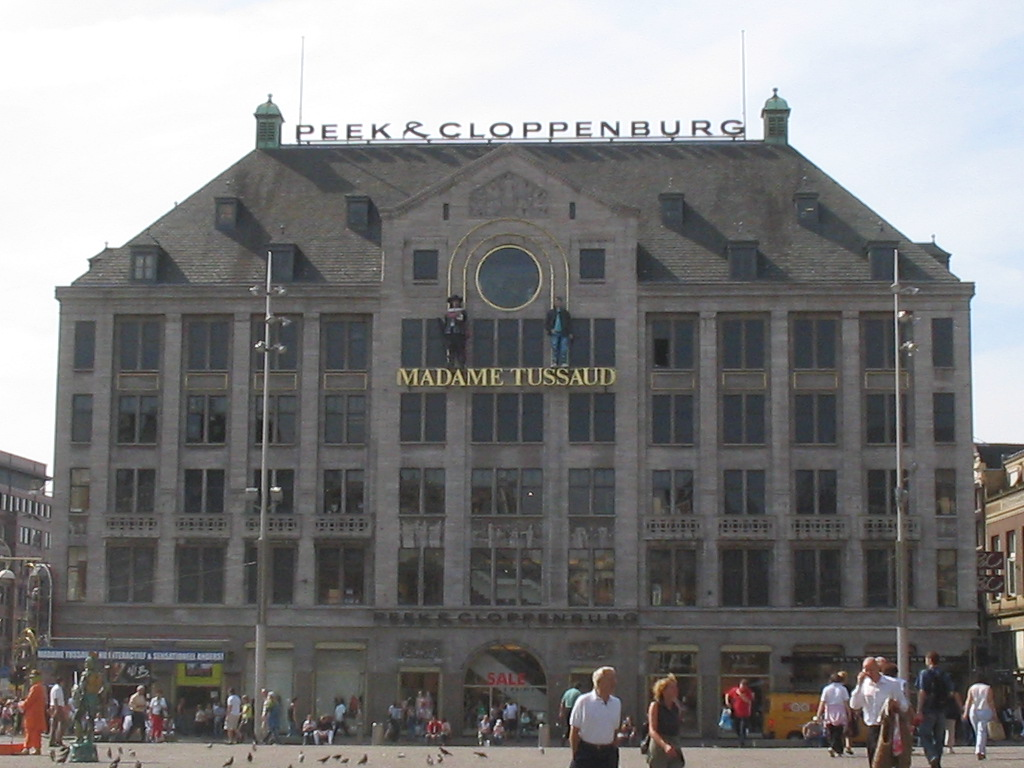
Madame Tussauds vaxkabinett i Amsterdam.

Madame Tussauds vaxkabinett i Hollywood.

Madame Tussauds är ett vaxkabinett med huvudkontor i London. Londonkabinettet flyttade till sin nuvarande plats 1884. 1925 förstördes många av vaxfigurerna i en brand, men originalformarna klarade sig så figurerna kunde återskapas igen. Madame Tussauds vaxkabinett är numera en av de främsta turistattraktionerna i London. Det finns filialer i Amsterdam, Berlin, Hongkong, Hollywood, Las Vegas, New York och Wien.

## Madame Tussaud

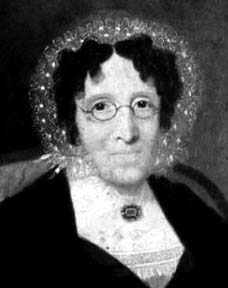
Marie Tussaud

Marie Tussaud (född som Anna Maria Grosholtz) föddes 1 december 1761 i Strasbourg och dog 16 april 1850 i London. 
Hennes far dog i Sjuårskriget (1756-1763) innan Marie föddes. Modern flyttade tillsammans med Marie till Bern för att arbeta som hushållerska åt läkaren Philippe Curtius, som använde vaxfigurer för att illustrera anatomi. Han blev som en farbror för Marie och hon lärde sig konsten att skapa vaxfigurer. 1765 flyttade Curtius till Paris för att starta ett vaxkabinett. Två år senare flyttade också Marie och modern dit.
Maries första vaxdocka skapade hon 1777 och den föreställde Voltaire. Andra figurer hon gjorde vid samma tid var av Voltaire och Benjamin Franklin. Under franska revolutionen träffade hon betydelsefulla personer såsom Robespierre och Napoleon I, men hon var även vän med kungligheterna. Detta ledde till att hon arresterades och skulle giljotineras. Hon skonades dock och fick uppdraget att göra dödsmasker av de giljotinerade, varav vissa var hennes vänner.
1794 dog Curtius och efterlämnade sina vaxsamlingar till Marie. Året efter gifte hon sig med François Tussaud. De fick två barn, Joseph och François. 1802 flyttade hon till London med den äldste sonen Joseph, då fyra år. Där satte hon upp en utställning av vaxfigurer av berömda personer.

## Lista över noterbara vaxfigurer

### London
| Film                | Musik           | Sport             | Ledare och historia |
| ------------------- | --------------- | ----------------- | ------------------- |
| Terminator          | Michael Jackson | Muhammad Ali      | Elizabeth II        |
| Katniss Everdeen    | One Direction   | Usain Bolt        | Donald Trump        |
| ET                  | Madonna         | David Beckham     | Theresa May         |
| Darth Vader         | Lady Gaga       | Mo Farah          | Nelson Mandela      |
| Spider-Man          | Will.i.am       | Tom Daley         | Barack Obama        |
| Audrey Hepburn      | Miley Cyrus     | Rafael Nadal      | Vincent van Gogh    |
| Steven Spielberg    | Adele           | Sachin Tendulkar  | Albert Einstein     |
| Alien               | Britney Spears  | Virat Kohli       | Charles Dickens     |
| King Kong           | Rihanna         | Cristiano Ronaldo | Stephen Hawking     |
| Iron Man            | Bob Marley      |                   | Pablo Picasso       |
| Michael Caine       | Freddie Mercury |                   | William Shakespeare |
| The Incredible Hulk | The Beatles     |                   | Mahatma Gandhi      |
| Alfred Hitchcock    | Dua Lipa        |                   | Narendra Modi       |
| Shah Rukh Khan      | Lata Mangeshkar |                   |                     |
| Priyanka Chopra     |                 |                   |                     |
| Deepika Padukone    |                 |                   |                     |
| Källa:              |                 |                   |                     |

### Hollywood
| 90-talet              | Hollywoodanda    | Moderna klassiker  | Film                | Popikoner       | Marvel    | Country        | A-List Party      |
| --------------------- | ---------------- | ------------------ | ------------------- | --------------- | --------- | -------------- | ----------------- |
| Sarah Michelle Gellar | Bette Davis      | Sylvester Stallone | Robin Williams      | Whitney Houston | Iron Man  | Paul Newman    | Jennifer Lopez    |
| Whoopi Goldberg       | Marilyn Monroe   | Tom Hanks          | Edward Scissorhands | Michael Jackson | Thor      | Clint Eastwood | Betty White       |
| Britney Spears        | Alfred Hitchcock | John Travolta      | Jim Carrey          | Madonna         | Wolverine | John Wayne     | Kylie Jenner      |
| Selena Quintanilla    | Elvis Presley    |                    | E.T.                |                 |           |                | Jason Derulo      |
|                       | Audrey Hepburn   |                    |                     |                 |           |                | Demi Lovato       |
|                       | Joan Rivers      |                    |                     |                 |           |                | Taylor Swift      |
|                       | Judy Garland     |                    |                     |                 |           |                | Zoe Saldana       |
|                       |                  |                    |                     |                 |           |                | Lady Gaga         |
|                       |                  |                    |                     |                 |           |                | Justin Timberlake |
|                       |                  |                    |                     |                 |           |                | Snoop Dogg        |
|                       |                  |                    |                     |                 |           |                | Rihanna           |

### Nashville
| Admissions   | Recording Studio | Soul/Jazz       | MTV               | Opry Finale      |
| ------------ | ---------------- | --------------- | ----------------- | ---------------- |
| Taylor Swift | Elvis Presley    | Louis Armstrong | Rihanna           | Keith Urban      |
| Johnny Cash  | Carl Perkins     | Diana Ross      | Beyonce           | Reba McEntire    |
|              | Jerry Lee Lewis  | Stevie Wonder   | Katy Perry        | Carrie Underwood |
|              | Johnny Cash      | Ella Fitzgerald | Miley Cyrus       | Alan Jackson     |
|              |                  |                 | Justin Timberlake | Eric Church      |
|              |                  |                 | Bruno Mars        | Jason Aldean     |
|              |                  |                 |                   | Trisha Yearwood  |

### Peking
| Elizabeth II                       | David Beckham | Lady Gaga       | Nicky Wu           | Benedict Cumberbatch |
| Prins William, hertig av Cambridge | Li Xiaopeng   | Elvis Presley   | Yang Lan           | Johnny Depp          |
| Catherine, hertiginna av Cambridge | Lang Ping     | Cui Jian        | Liu Xiao Ling Tong | Leonardo DiCaprio    |
| Barack Obama                       | Kobe Bryant   | Luhan           | Yang Mi            | Kate Winslet         |
| Vladimir Putin                     |               | Zhang Yixing    | Leslie Cheung      | Anduin Lothar        |
| Lao She                            |               | Raini Rodriguez | Jackie Chan        | Durotan              |
| Yang Liwei                         |               | Michael Jackson | Deng Chao          |                      |
| Mei Lanfang                        |               |                 | Liu Wen            |                      |
| Hou Baolin                         |               |                 | Yang Yang          |                      |
|                                    |               |                 | Zhao Liying        |                      |
|                                    |               |                 | Huang Xiaoming     |                      |
| Källa:                             |               |                 |                    |                      |

### Washington, D.C.
| Amerikanska presidents | First Ladies    | Kulturikoner | A-List         | Musik         | Sport     | Underhållning |
| ---------------------- | --------------- | ------------ | -------------- | ------------- | --------- | ------------- |
| Donald Trump           | Michelle Obama  | Uncle Sam    | Marilyn Monroe | Marvin Gaye   | Babe Ruth | Jimmy Fallon  |
| Abraham Lincoln        | Hillary Clinton | Rosa Parks   | Zac Efron      | Taylor Swift  |           | Tyra Banks    |
| Barack Obama           | Nancy Reagan    |              | George Clooney | Miley Cyrus   |           |               |
| George Washington      |                 |              | Brad Pitt      | Beyonce       |           |               |
|                        |                 |              | Angelina Jolie | Rihanna       |           |               |
|                        |                 |              | Johnny Depp    | Justin Bieber |           |               |

### Bangkok
| Historia                  | Ledare                | Vetenskap/konst      | Sport             | Musik             | Film              | Indisk film    | TV                   | Hollywood      |
| ------------------------- | --------------------- | -------------------- | ----------------- | ----------------- | ----------------- | -------------- | -------------------- | -------------- |
| Diana, prinsessa av Wales | Queen Elizabeth II    | Albert Einstein      | Wayne Rooney      | Katy Perry        | Hugh Jackman      | Shah Rukh Khan | Oprah Winfrey        | Jackie Chan    |
| Mahatma Gandhi            | Michelle Obama        | Mark Zuckerberg      | Yao Ming          | Madonna           | Mario Maurer      | Katrina Kaif   | Anne Thongprasom     | Vin Diesel     |
| Prins Mahidol Adulyadej   | Aung San Suu Kyi      | Ludwig van Beethoven | Serena Williams   | Nichkun Horvejkul | Leonardo DiCaprio | Hrithik Roshan | Theeradej Wongpuapan | Brad Pitt      |
| Prinsessan Srinagarindra  | Barack Obama          | Pablo Picasso        | Cristiano Ronaldo | Beyoncé           | Johnny Depp       | Prabhas        |                      | Lady Gaga      |
|                           | Plaek Phibunsongkhram | Sunthorn Phu         | David Beckham     | Michael Jackson   | Nicole Kidman     |                |                      | Bruce Lee      |
|                           | Mahathir bin Mohamad  | Silpa Bhirasri       | Khaosai Galaxy    | Tata Young        | Will Smith        |                |                      | Angelina Jolie |

### Blackpool
| Paddy McGuinness | Olly Murs       |
| Simon Cowell     | Ed Sheeran      |
| Keith Lemon      | Lady Gaga       |
| Gok Wan          | Michael Jackson |
| Bear Grylls      | Peter Andre     |
| David Jason      | Ariana Grande   |
| Källa:           |                 |

### Las Vegas
| TV-stjärnor   | Hollywoodstjärnor | Popstjärnor     | Sport            |
| ------------- | ----------------- | --------------- | ---------------- |
| Sofia Vergara | Sandra Bullock    | Britney Spears  | Muhammad Ali     |
| Simon Cowell  | Leonardo DiCaprio | Whitney Houston | Chuck Liddell    |
| Eva Longoria  | Halle Berry       | Lady Gaga       | Tiger Woods      |
| Kathy Griffin | Hugh Hefner       | Michael Jackson | Shaquille O'Neal |
| Källa:        |                   |                 |                  |

### New York
| Skådespelare      | Musiker           | Atleter           | Ledare                 | Ikoner                     | Karaktärer          | TV              | Mode          |
| ----------------- | ----------------- | ----------------- | ---------------------- | -------------------------- | ------------------- | --------------- | ------------- |
| Jennifer Aniston  | Pharrell Williams | Carmelo Anthony   | Barack Obama           | Albert Einstein            | ET                  | Jimmy Fallon    | Adriana Lima  |
| Leonardo DiCaprio | Selena Gomez      | Lionel Messi      | Ronald Reagan          | Marilyn Monroe             | Iron Man            | Michael Strahan | Sofía Vergara |
| Robert Pattinson  | Rihanna           | Muhammad Ali      | Abraham Lincoln        | Charlie Chaplin            | Spider-Man          | Jon Hamm        |               |
| Angelina Jolie    | Katy Perry        | Eli Manning       | John F. Kennedy        | Jacqueline Bouvier Kennedy | The Incredible Hulk | Anderson Cooper |               |
| Whoopi Goldberg   | Taylor Swift      | Derek Jeter       | Mahatma Gandhi         | James Dean                 | King Kong           | Tyra Banks      |               |
| Julia Roberts     | Ed Sheeran        | Cristiano Ronaldo | Martin Luther King Jr. | Jenna Marbles              | Nick Fury           |                 |               |
| Priyanka Chopra   | Michael Jackson   |                   | Tenzin Gyatso          |                            |                     |                 |               |
| Källa:            |                   |                   |                        |                            |                     |                 |               |

### Orlando
| Justice League | Film                       | Fest             | Historia och världsledare | Sport           | Musik           | TV                  |
| -------------- | -------------------------- | ---------------- | ------------------------- | --------------- | --------------- | ------------------- |
| Aquaman        | Audrey Hepburn             | Selena Gomez     | Donald Trump              | David Beckham   | Justin Bieber   | Neil Patrick Harris |
| Wonder Woman   | Kung Fu Panda              | Anne Hathaway    | Albert Einstein           | Serena Williams | Pitbull         | Jim Parsons         |
| Superman       | Marilyn Monroe             | Ryan Gosling     | Abraham Lincoln           |                 | Miley Cyrus     | Oprah Winfrey       |
| Batman         | Jackie Chan                | Jennifer Aniston | Madame Marie Tussaud      |                 | Ricky Martin    | Jimmy Fallon        |
|                | E.T                        | Will Smith       | Neil Armstrong            |                 | Madonna         | Sofia Vergara       |
|                | Shrek och Prinsessan Fiona | Angelina Jolie   | Walt Disney               |                 | Katy Perry      |                     |
|                | Jennifer Lawrence          | Brad Pitt        |                           |                 | Rihanna         |                     |
|                |                            | Channing Tatum   |                           |                 | Michael Jackson |                     |
|                |                            | Johnny Depp      |                           |                 | Elvis Presley   |                     |
|                |                            |                  |                           |                 | Taylor Swift    |                     |

### San Francisco
| Sport           | Historia och ledare    | Musik           | Film              |
| --------------- | ---------------------- | --------------- | ----------------- |
| Jeremy Lin      | Edwin Lee              | Jimi Hendrix    | Leonardo DiCaprio |
| Muhammad Ali    | Steve Jobs             | Adele           | Alfred Hitchcock  |
| Joe Montana     | Barack Obama           | Michael Jackson | Whoopi Goldberg   |
| Tiger Woods     | Abraham Lincoln        | Lady Gaga       | Steven Spielberg  |
| Serena Williams | George Washington      | Madonna         | Marilyn Monroe    |
| Stephen Curry   | Martin Luther King Jr. | Rihanna         | Audrey Hepburn    |
| Källa:          |                        |                 |                   |

### Shanghai
| Sport          | Historia och ledare | Musik           | Film           | TV-serier     |
| -------------- | ------------------- | --------------- | -------------- | ------------- |
| Sun Yang       | Vladimir Putin      | Teresa Teng     | Bruce Lee      | He Jiong      |
| David Beckham  | Barack Obama        | Elvis Presley   | Brad Pitt      | Kangxi Lai Le |
| Michael Jordan | Nelson Mandela      | Michael Jackson | Nicole Kidman  | Zhou Libo     |
| Ronaldo        | Bill Clinton        | Lady Gaga       | Angelina Jolie | Fan Bingbing  |
| Kobe Bryant    | Winston Churchill   | Madonna         | Marilyn Monroe | Nicky Wu      |
| Liu Xiang      |                     | Kylie Minogue   | Audrey Hepburn | Sun Li        |
| Yao Ming       |                     | Wu Yifan        | Donnie Yen     | Hu Ge         |
|                |                     | S.H.E           | Jackie Chan    | Yang Yang     |
|                |                     | Andy Lau        | Yao Chen       | William Chan  |
|                |                     | Nicholas Tse    | Chen Kun       | Lee Min-ho    |
|                |                     | Joker Xue       |                | Zhang Yixing  |
| Källa:         |                     |                 |                |               |

### Hong Kong
| Sport           | Historia och ledare       | Musik              | Film                        |
| --------------- | ------------------------- | ------------------ | --------------------------- |
| David Beckham   | Mao Zedong                | Elvis Presley      | Nicole Kidman               |
| Yao Ming        | Deng Xiaoping             | Madonna            | Brad Pitt                   |
| Tiger Woods     | Elizabeth II              | Beyonce            | Angelina Jolie              |
| Ronaldinho      | Diana, prinsessa av Wales | Britney Spears     | Alfred Hitchcock            |
| Rudy Hartono    | Sukarno                   | Lady Gaga          | Johnny Depp                 |
| Maria Sharapova | Joko Widodo               | Anita Mui          | Jackie Chan                 |
|                 | William Shakespeare       | Anggun Cipta Sasmi | Bruce Lee                   |
|                 | Mahatma Gandhi            | Lang Lang          | Michelle Yeoh               |
|                 | Jiang Zemin               | Siwon Choi         | Amitabh Bachchan            |
|                 | Pablo Picasso             | Nichkhun           | Donnie Yen                  |
|                 | Saddam Hussein            | Jay Chou           | Andy Lau                    |
|                 | Adolf Hitler              | One Direction      | Jacky Cheung                |
|                 | Narendra Modi             | Michael Jackson    | Leslie Cheung               |
|                 |                           | The Beatles        | Leon Lai                    |
|                 |                           | Jackson Wang       | Audrey Hepburn              |
|                 |                           |                    | Kim Soo-hyun                |
|                 |                           | Zhang Yixing       | Bae Yong-joon               |
|                 |                           |                    | Hugh Jackman (as Wolverine) |
|                 |                           |                    | Astroboy                    |
|                 |                           |                    | Pia Wurtzbach               |

### Amsterdam
| A-list         | Musik         | Marvel          | Mode          | Sport                | Världsledare  | DJ:s          | Film           |
| -------------- | ------------- | --------------- | ------------- | -------------------- | ------------- | ------------- | -------------- |
| George Clooney | Taylor Swift  | Loki            | Justin Bieber | Rafael van der Vaart | Barack Obama  | Martin Garrix | E.T.           |
| Zayn Malik     | Ariana Grande | Thor            | Doutzen Kroes | Rafael Nadal         | Angela Merkel | Afrojack      | Marilyn Monroe |
| Ryan Gosling   | Adele         | Hulken          | Kate Moss     |                      | Dalai Lama    |               | Daniel Craig   |
| Angelina Jolie | Lady Gaga     | Captain America |               |                      |               |               |                |
| Johnny Depp    | Dua Lipa      | Iron Man        |               |                      |               |               |                |

### Wien
| Andra världskriget | Party & Hollywood    | Sport            | Film             | Politiker och visionärer | Konst & kultur              | Musik            | Historia         |
| ------------------ | -------------------- | ---------------- | ---------------- | ------------------------ | --------------------------- | ---------------- | ---------------- |
| Oskar Schindler    | Angelina Jolie       | Renate Götschl   | Julie Andrews    | Dalai Lama               | Gottfried Helnwein          | Cro              | Marie Antoinette |
| Winston Churchill  | Taylor Swift         | David Alaba      | Daniel Craig     | Queen Elizabeth II       | Friedensreich Hundertwasser | Conchita Wurst   | Napoleon         |
| Leopold Figl       | Benedict Cumberbatch | Hermann Maier    | Alfred Hitchcock | Barack Obama             | Ludwig van Beethoven        | Udo Jürgens      | Maria Theresia   |
| Karl Renner        | Morgan Freeman       | Herbert Prohaska | Sandra Bullock   | Angela Merkel            | Gustav Klimt                | Michael Jackson  | Anne Frank       |
|                    | Kate Winslet         |                  | Peter Alexander  |                          | Luciano Pavarotti           | Katy Perry       |                  |
|                    | Will Smith           |                  | Audrey Hepburn   |                          | Sigmund Freud               | Hansi Hinterseer |                  |
|                    | Lady Gaga            |                  | Romy Schneider   |                          |                             | Elvis Presley    |                  |
|                    | Johnny Depp          |                  |                  |                          |                             |                  |                  |
|                    | Leonardo DiCaprio    |                  |                  |                          |                             |                  |                  |
|                    | Quentin Tarantino    |                  |                  |                          |                             |                  |                  |

### Sydney
| Bollywood             | Justice League | Film & TV                  | Historia & världsledare                                                   | Marvel     | MTV Musik         | Fest                               | Sport          | Mode            |
| --------------------- | -------------- | -------------------------- | ------------------------------------------------------------------------- | ---------- | ----------------- | ---------------------------------- | -------------- | --------------- |
| Shah Rukh Khan        | Superman       | Mel Gibson                 | Dalai Lama                                                                | Wolverine  | Lady Gaga         | Barack Obama                       | Layne Beachley | Miranda Kerr    |
| Priyanka Chopra Jonas | Aquaman        | Steve Irwin                | Mahatma Gandhi                                                            | Spider-Man | Pink              | Chris Hemsworth och Liam Hemsworth | Tim Cahill     | Megan Gale      |
|                       | Wonder Woman   | Marilyn Monroe             | Prins William, hertig av Cambridge och Catherine, hertiginna av Cambridge | Iron Man   | Adele             | Rebel Wilson                       | Sally Pearson  | Elle Macpherson |
|                       | Batman         | Curtis Stone               | Bob Hawke                                                                 |            | Taylor Swift      | Nicole Kidman                      | Cathy Freeman  |                 |
|                       | The Flash      | E.T. the Extra-Terrestrial | Ned Kelly                                                                 |            | John Farnham      | Ryan Gosling                       | Greg Inglis    |                 |
|                       |                | Olivia Newton-John         | John Howard                                                               |            | Kylie Minogue     | Johnny Depp                        | Mark Webber    |                 |
|                       |                | Jackie Chan                | Arthur Phillip                                                            |            | Justin Bieber     | Rove McManus                       | Don Bradman    |                 |
|                       |                | Audrey Hepburn             | James Cook                                                                |            | Keith Urban       | Dannii Minogue                     |                |                 |
|                       |                |                            | Banjo Patterson                                                           |            | Katy Perry        | Angelina Jolie                     |                |                 |
|                       |                |                            | Charles Kingsford Smith                                                   |            | Jimmy Barnes      | Cate Blanchett                     |                |                 |
|                       |                |                            | Julia Gillard                                                             |            | Michael Hutchence | Delta Goodrem                      |                |                 |
|                       |                |                            | Hu Jintao                                                                 |            | Ricky Martin      | Leonardo DiCaprio                  |                |                 |
|                       |                |                            | Eddie Mabo                                                                |            | Rihanna           |                                    |                |                 |
|                       |                |                            | Nelson Mandela                                                            |            | Michael Jackson   |                                    |                |                 |
|                       |                |                            | Albert Einstein                                                           |            |                   |                                    |                |                 |
|                       |                |                            | Queen Elizabeth II                                                        |            |                   |                                    |                |                 |
|                       |                |                            | Madame Marie Tussaud                                                      |            |                   |                                    |                |                 |
|                       |                |                            | Mary McKillop                                                             |            |                   |                                    |                |                 |

## Galleri för Madame Tussauds i London

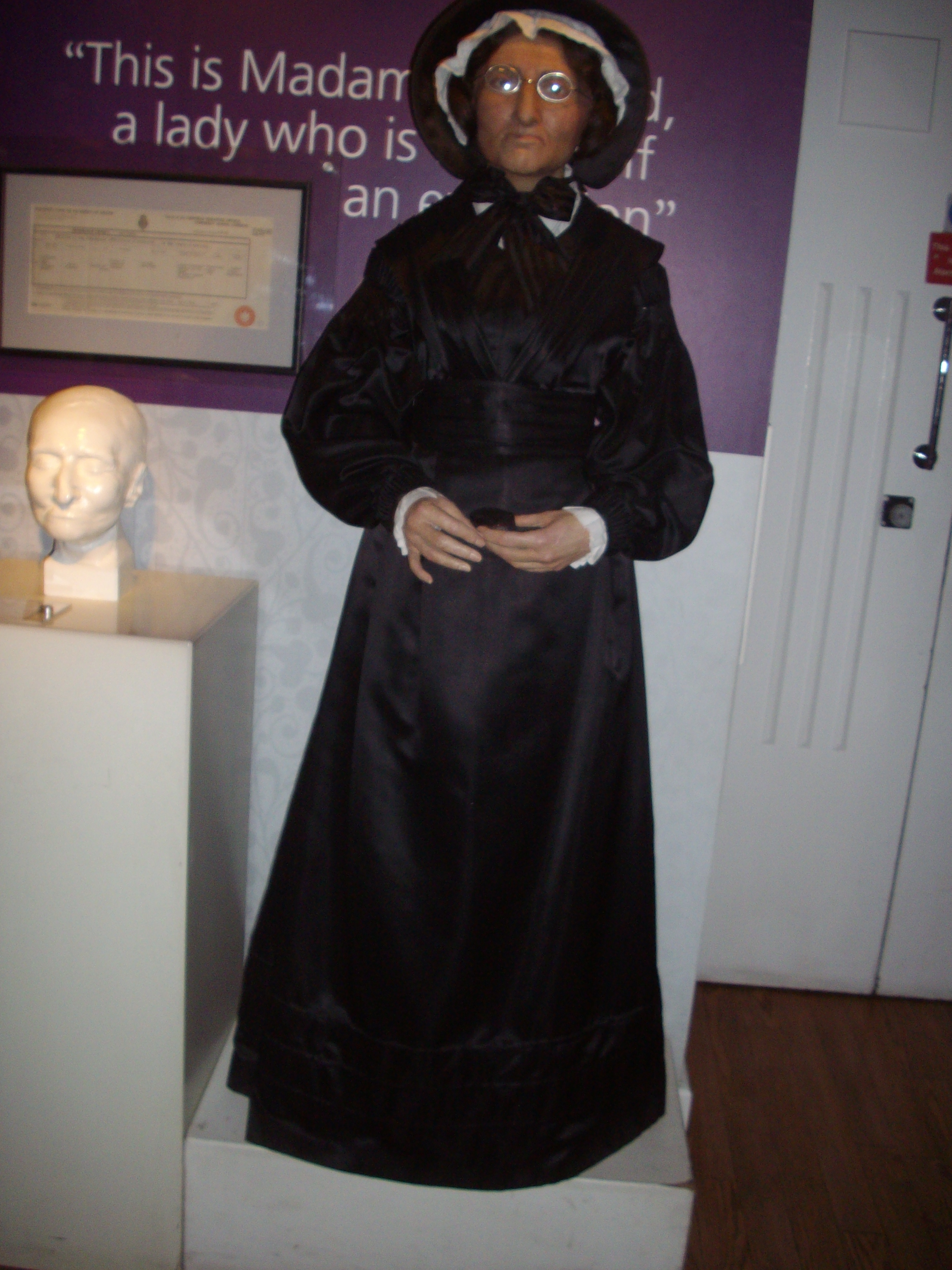
Madame Tussaud
Drottning Elizabeth II & Prins Philip
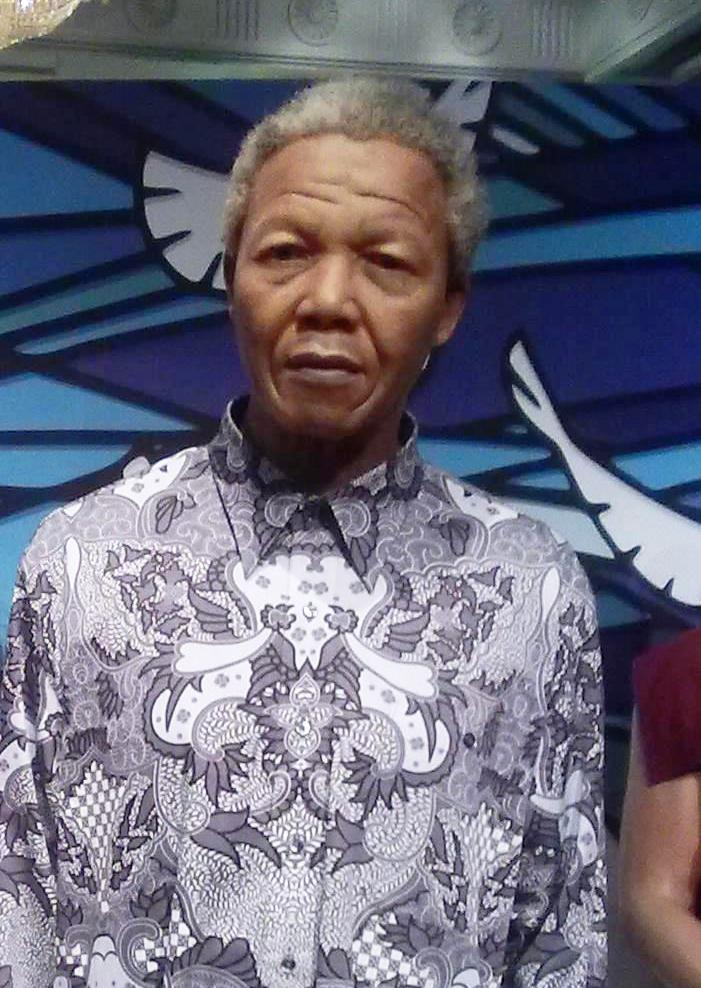
Nelson Mandela
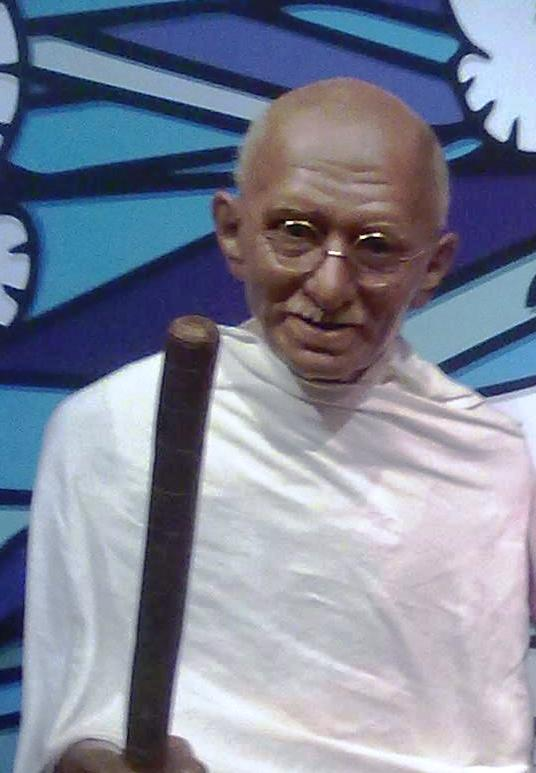
Mohandas Karamchand Gandhi
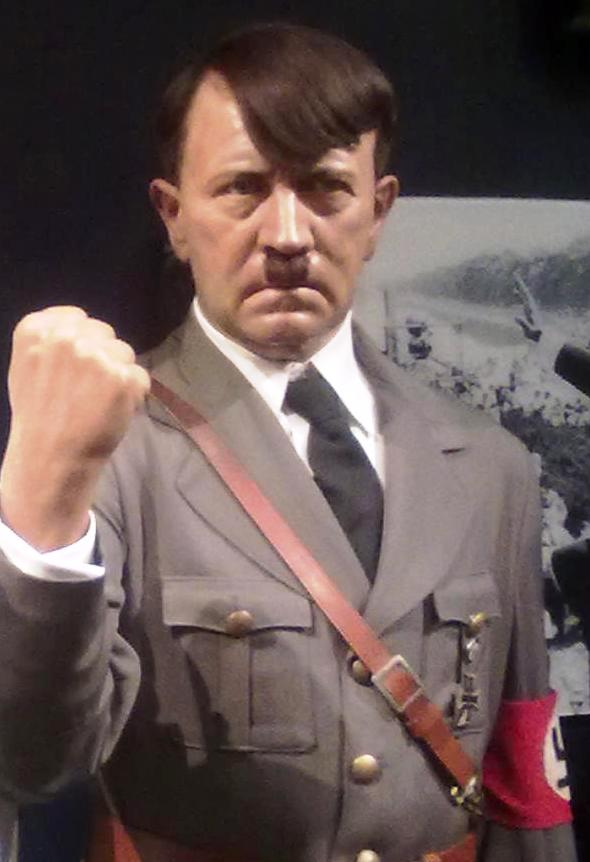
Adolf Hitler
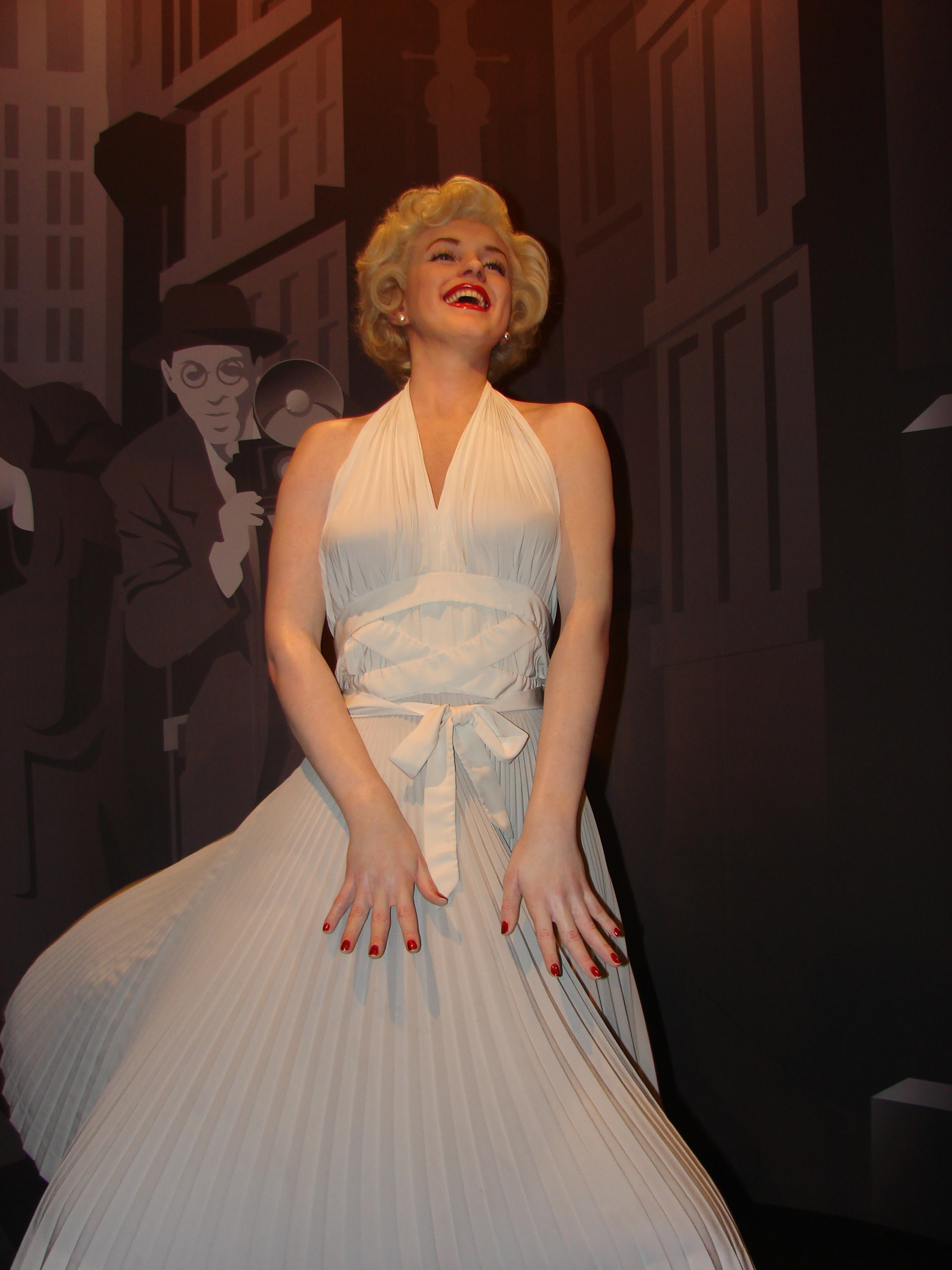
Marilyn Monroe
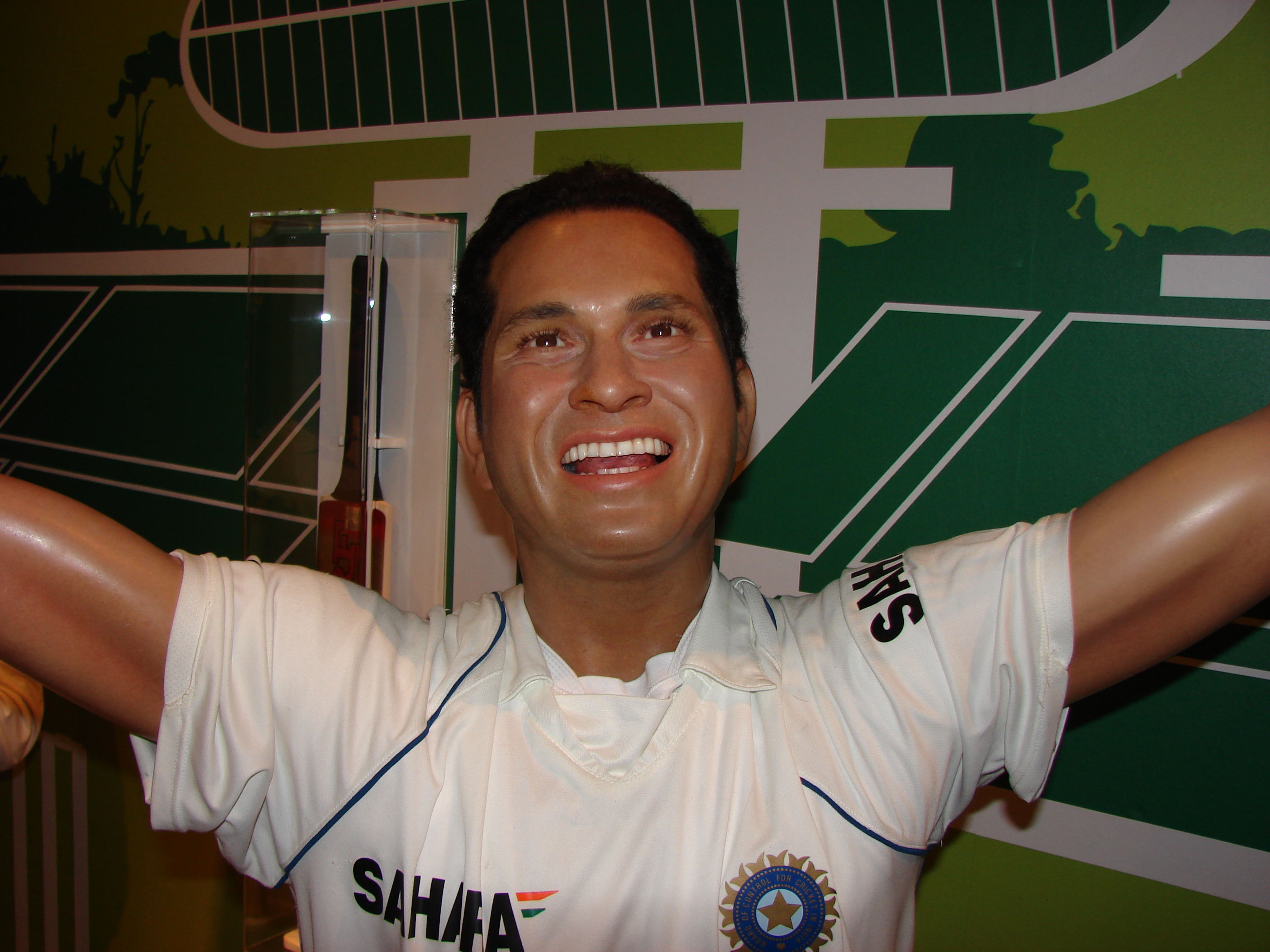
Sachin Ramesh Tendulkar
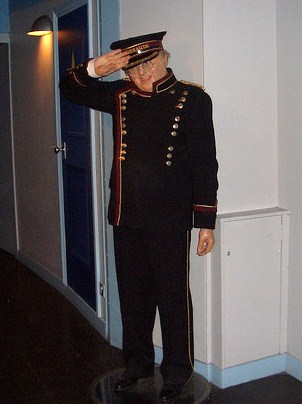
Benny Hill
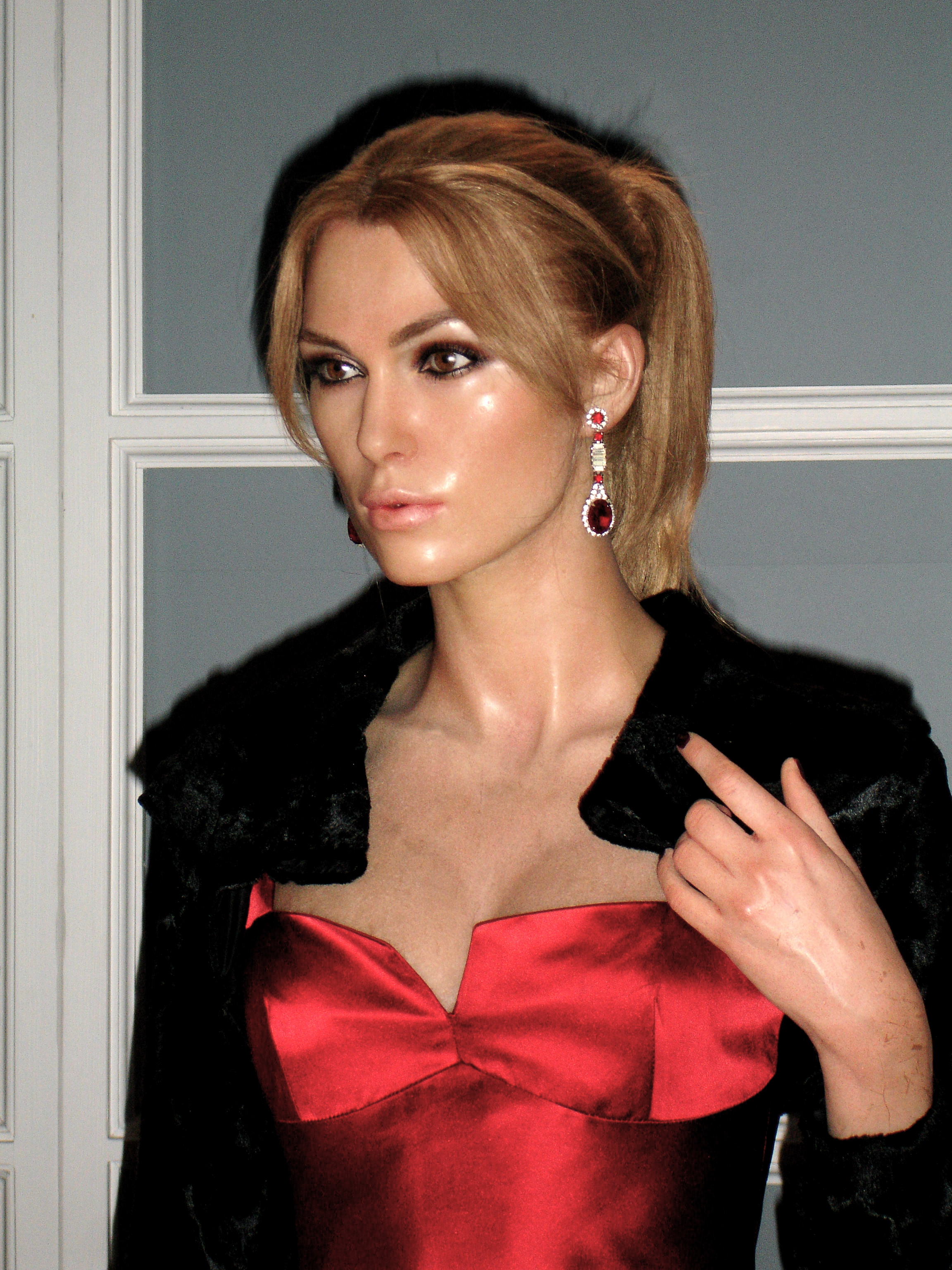
Keira Knightley
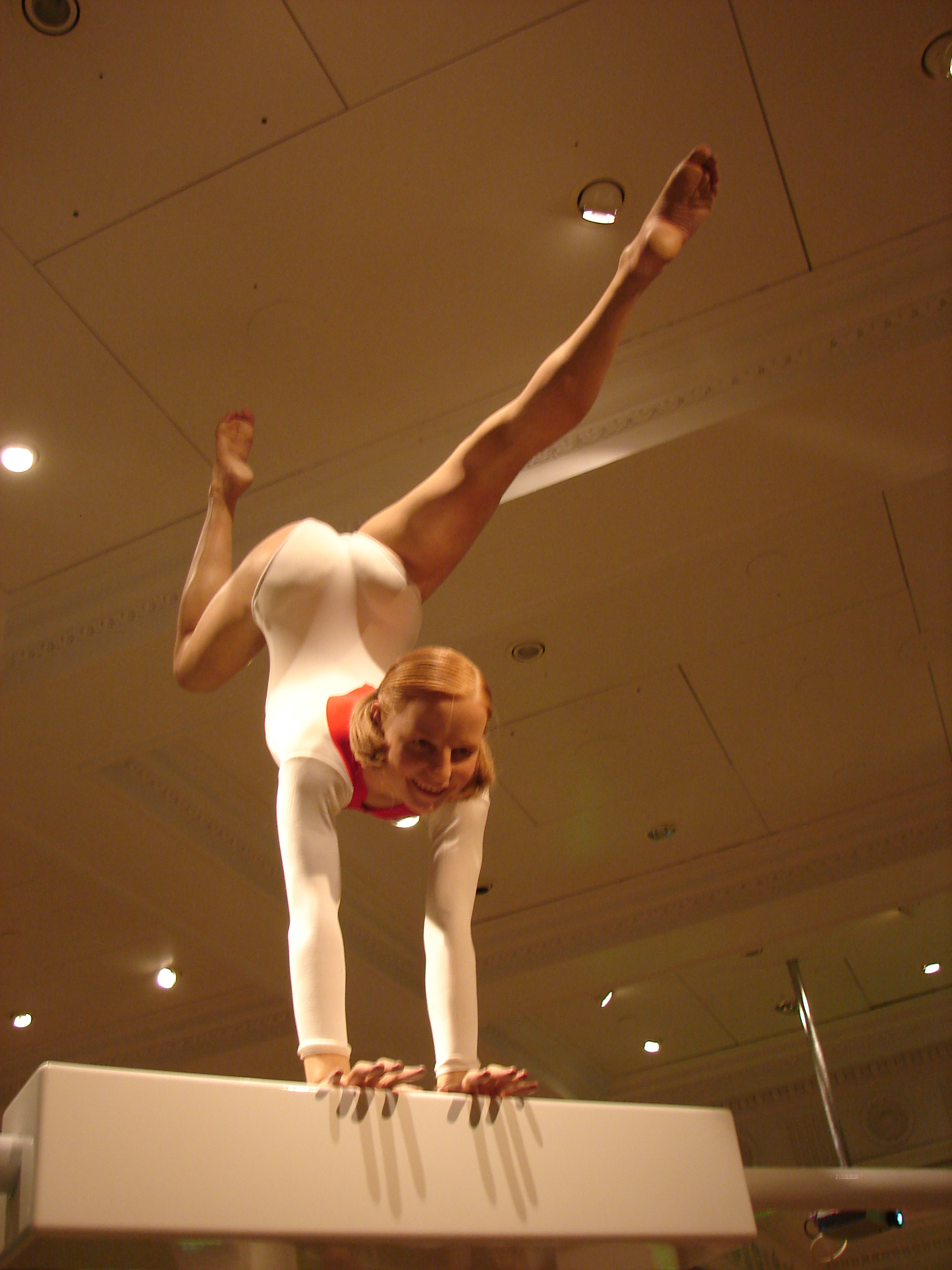
Olga Korbut
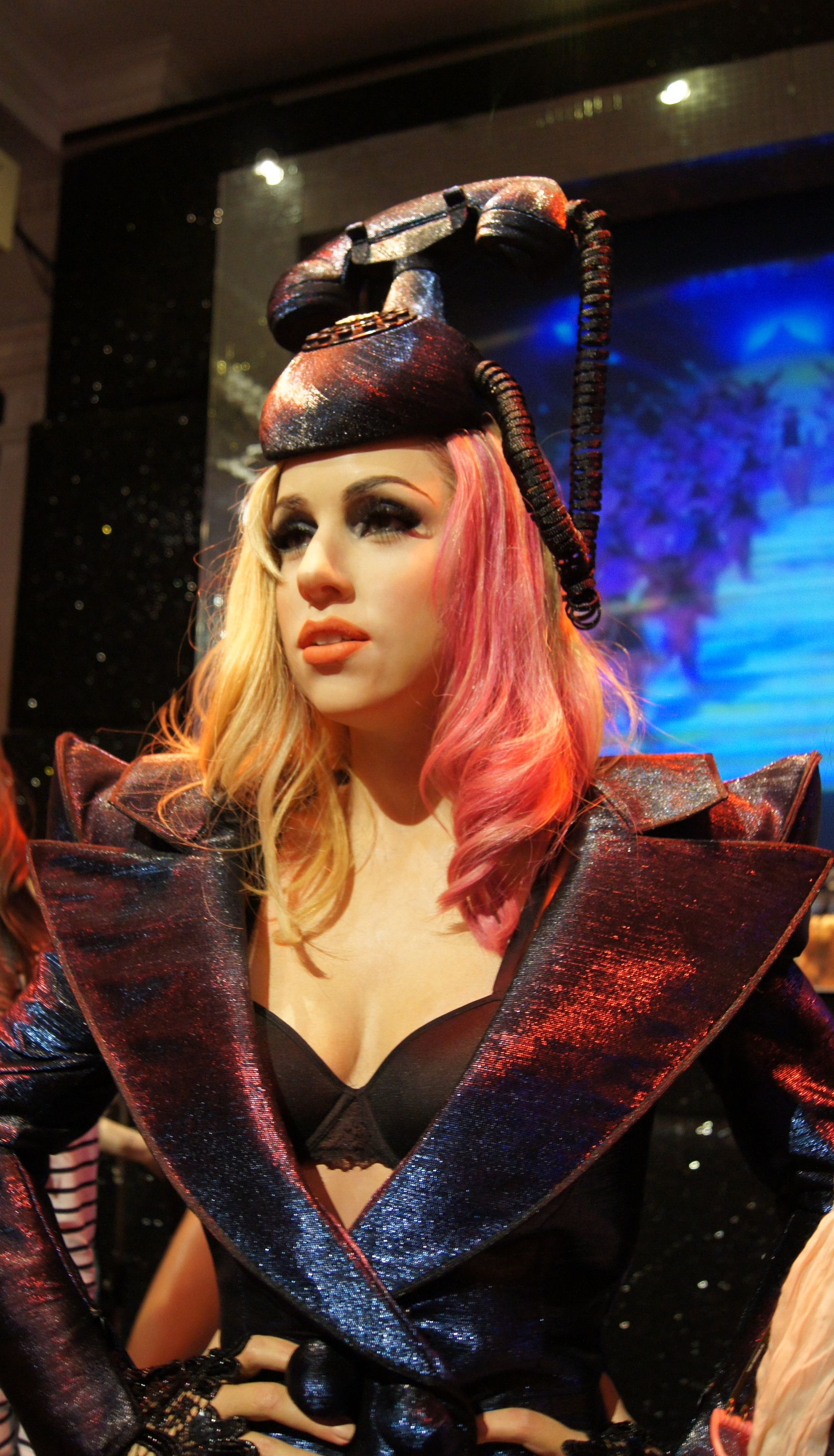
Lady Gaga
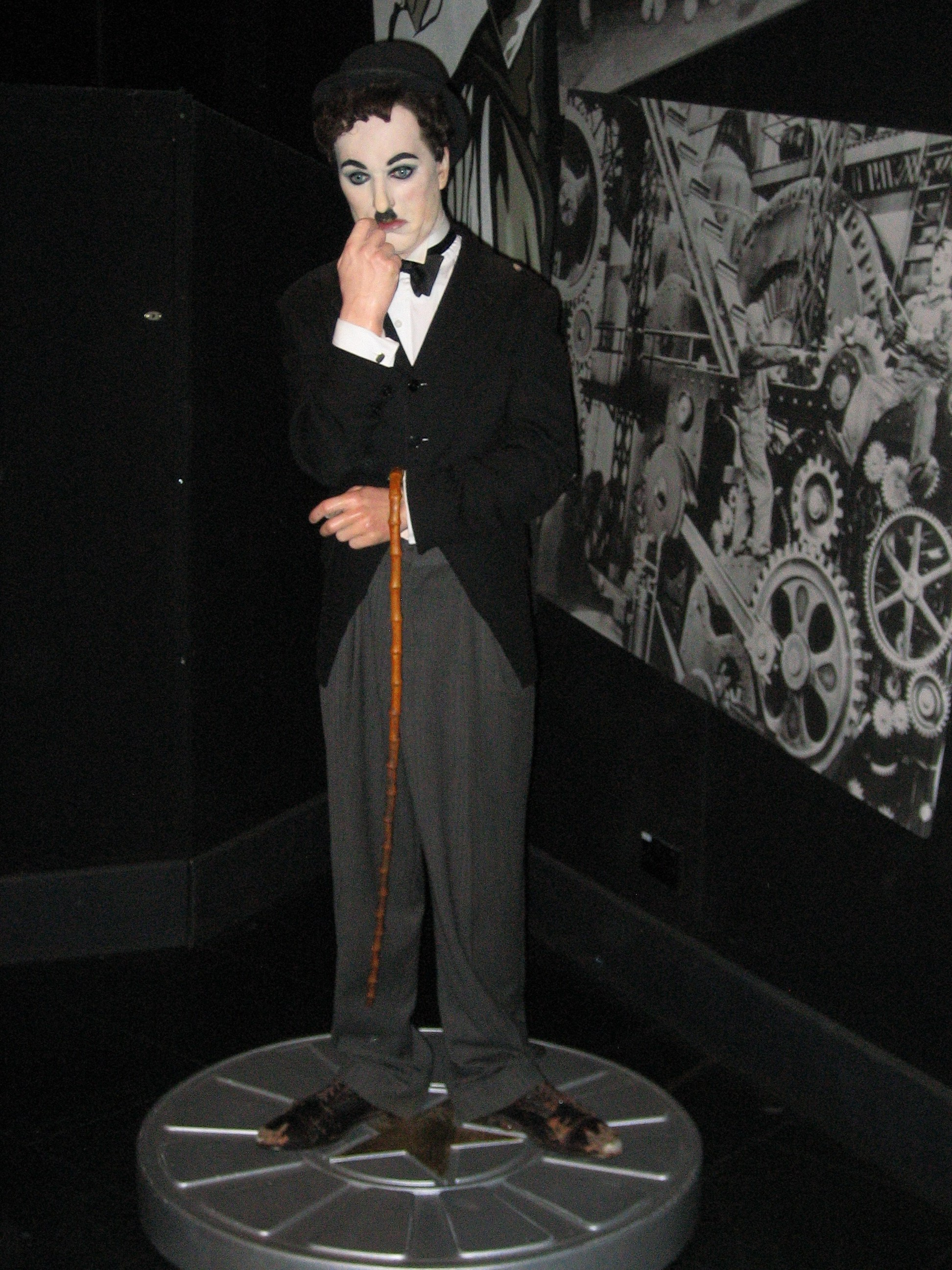
Charlie Chaplin
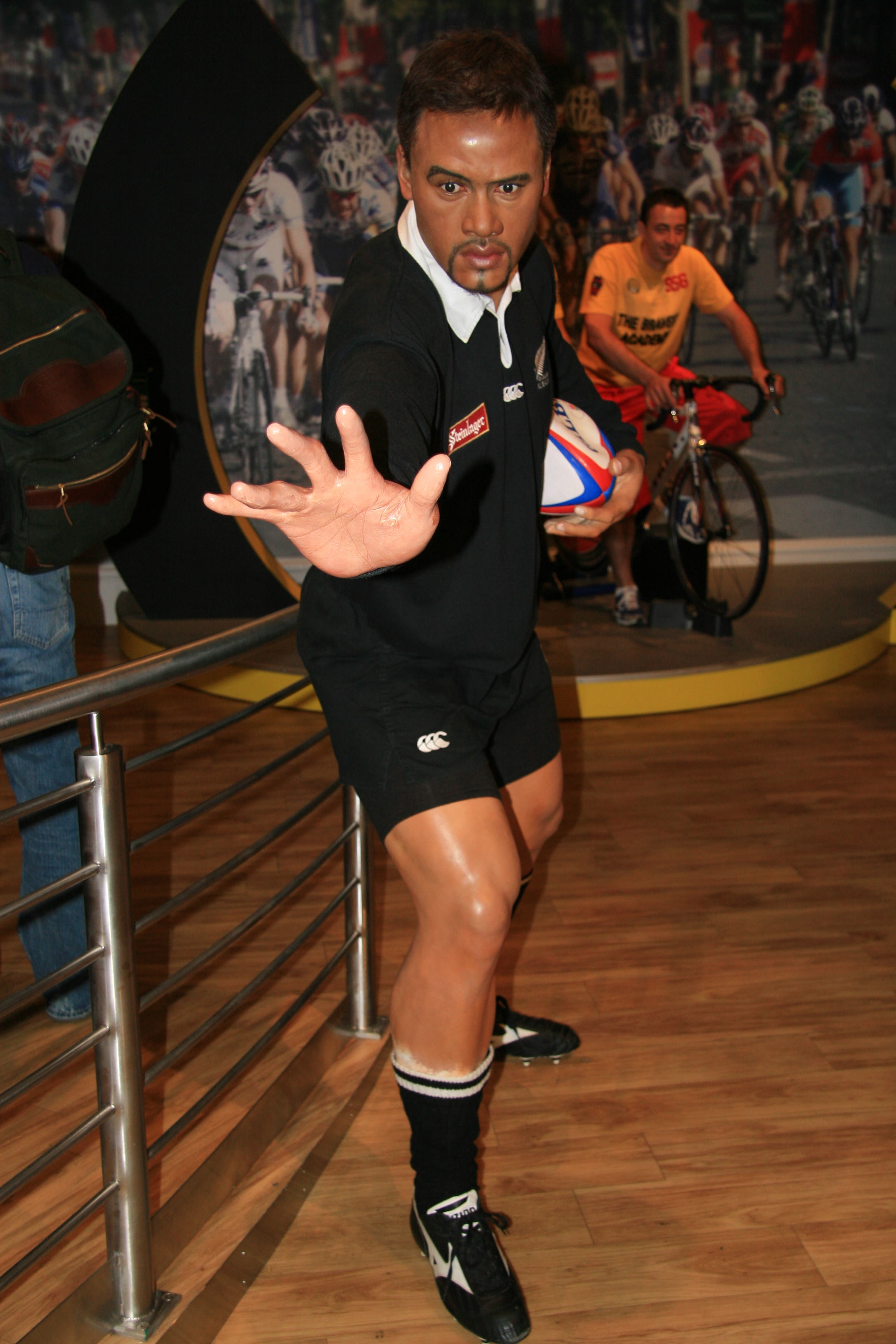
Jonah Lomu
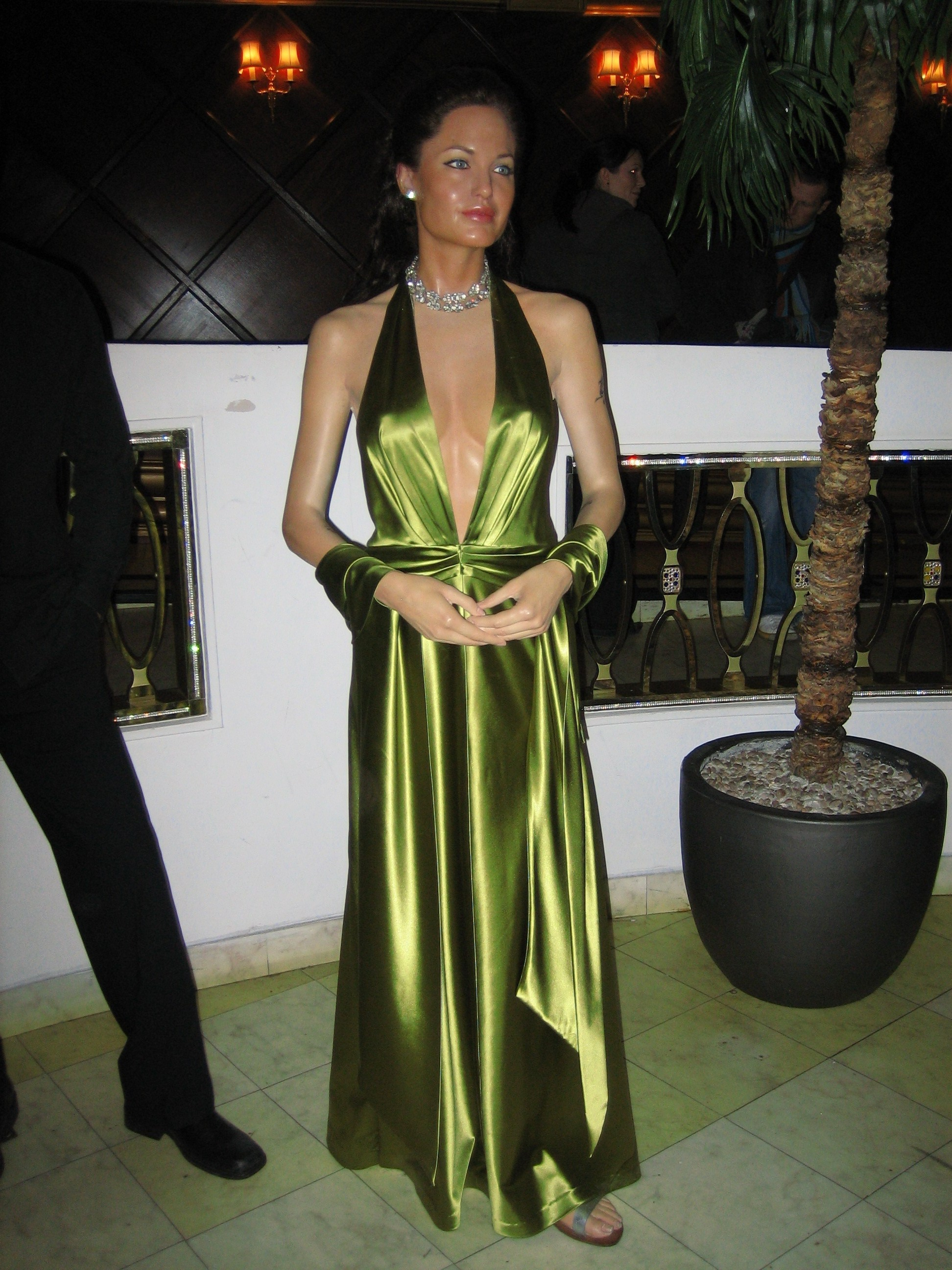
Angelina Jolie
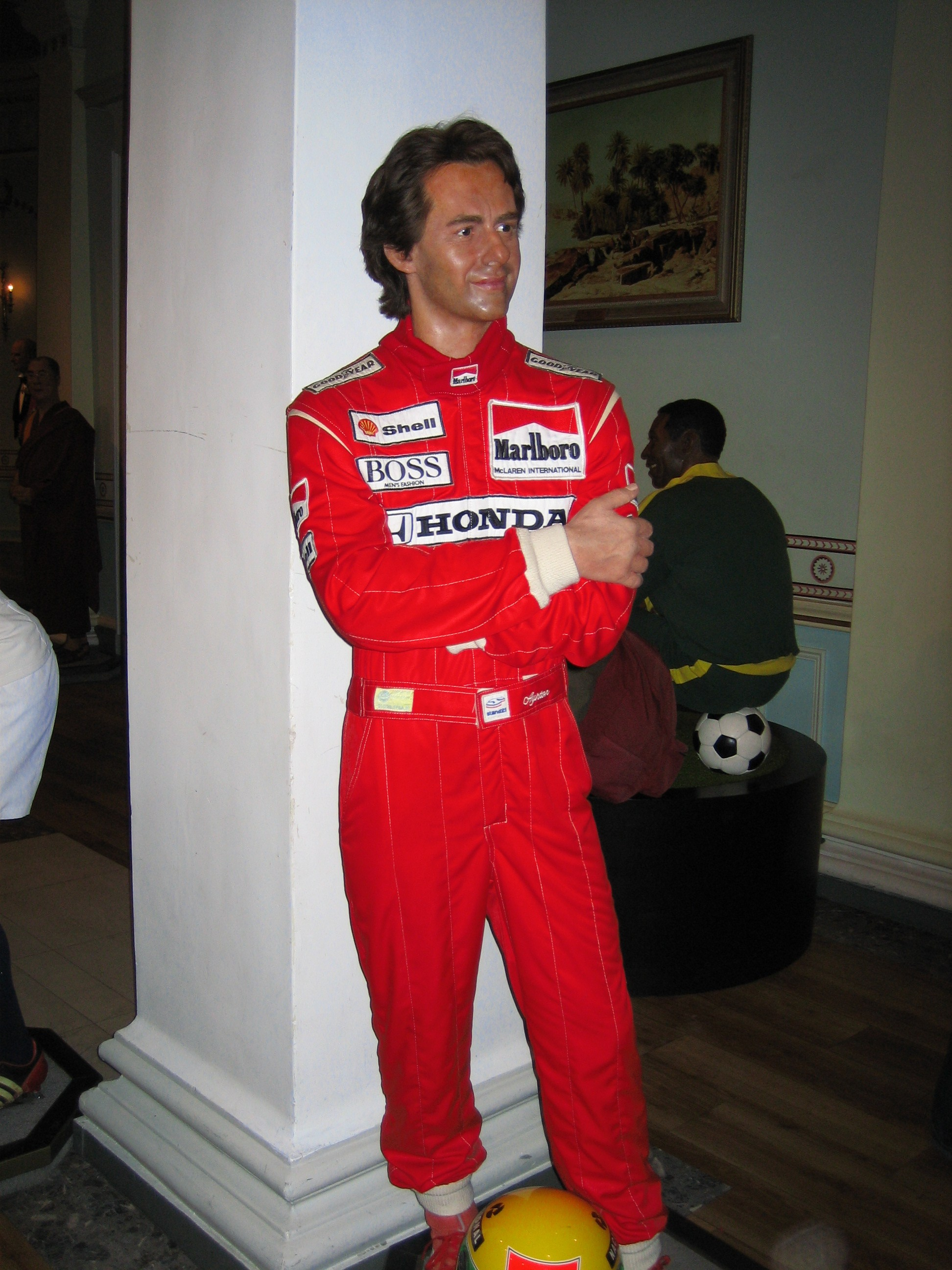
Ayrton Senna
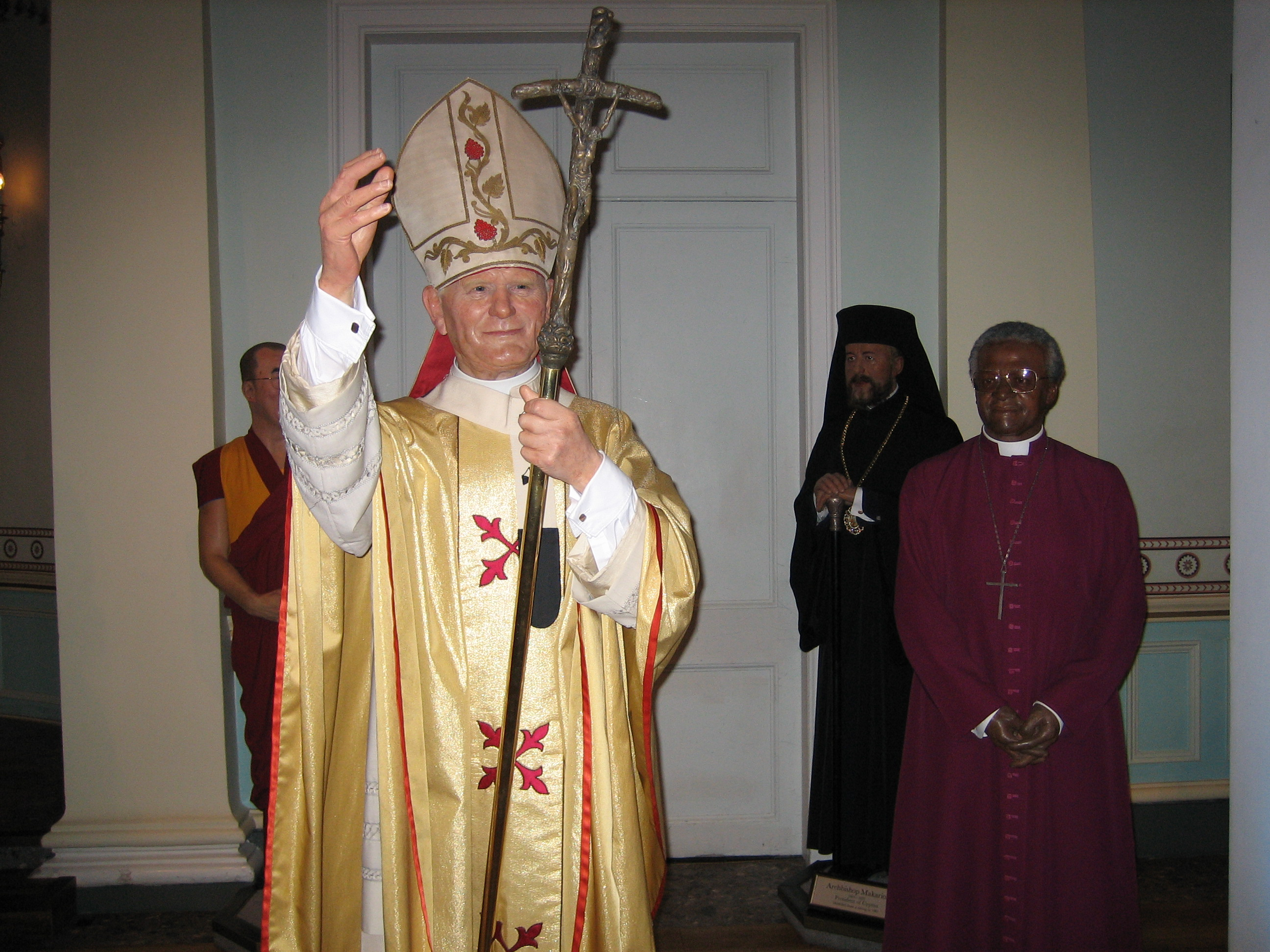
Påve Johannes Paulus II
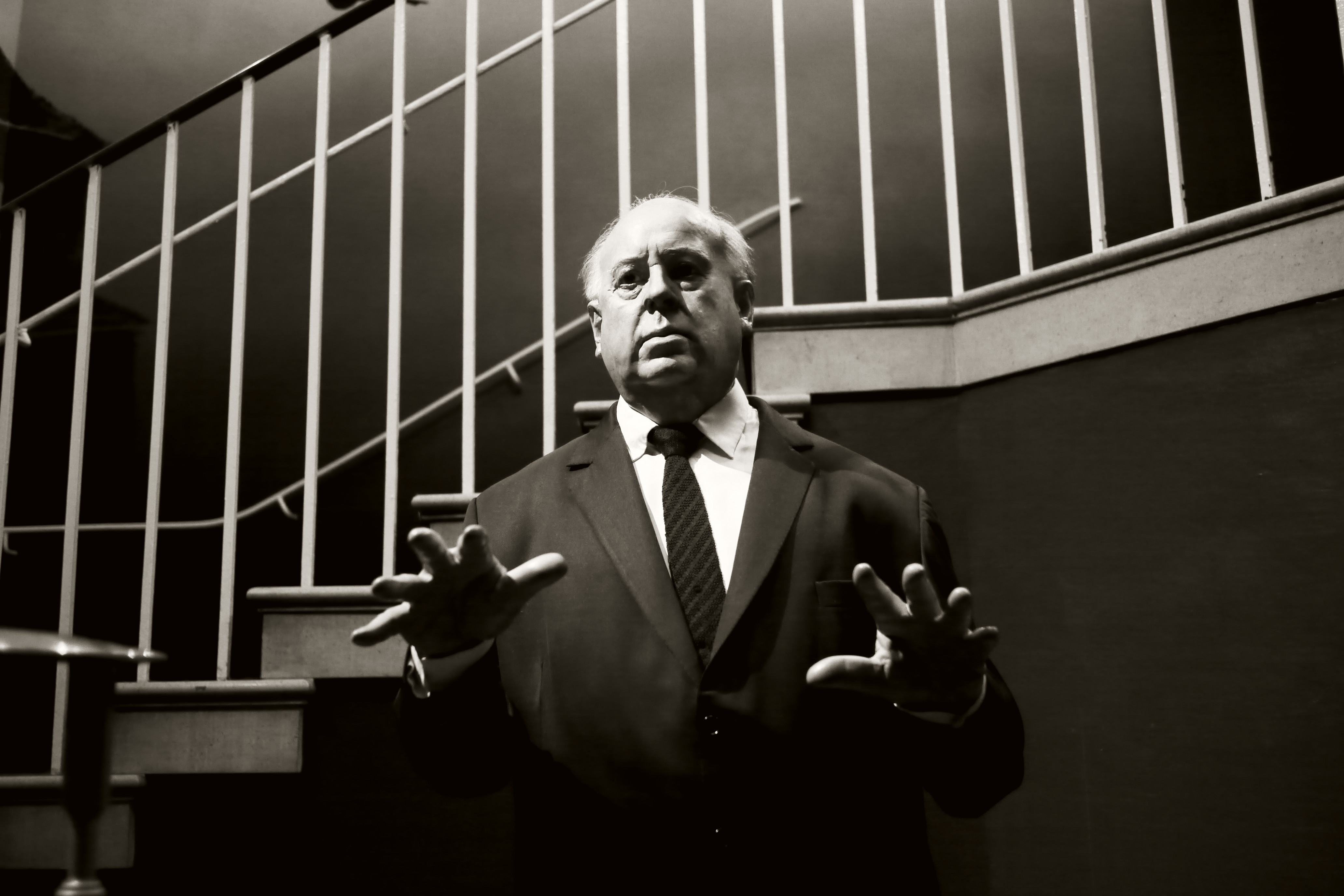
Alfred Hitchcock
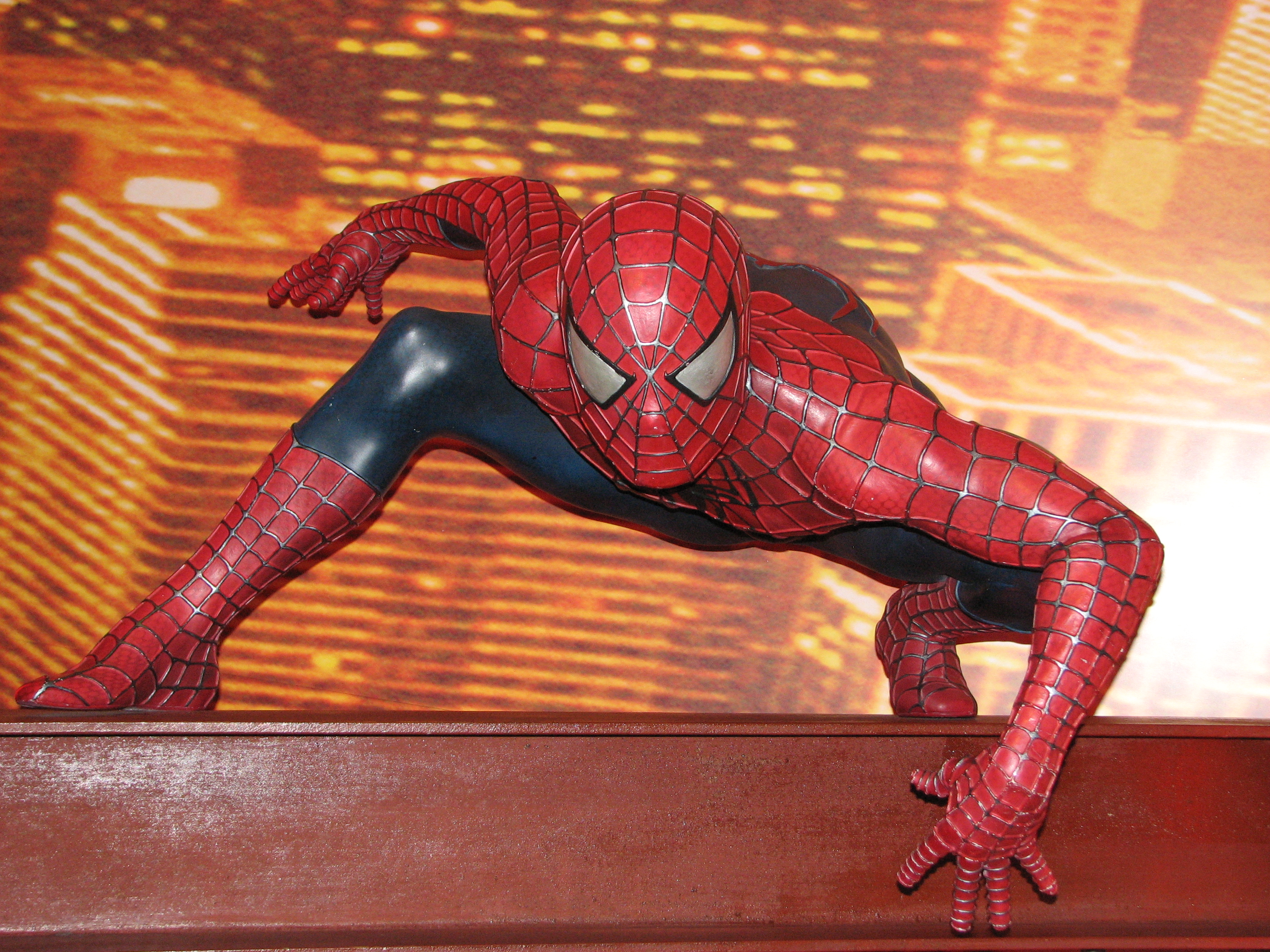
Spindelmannen
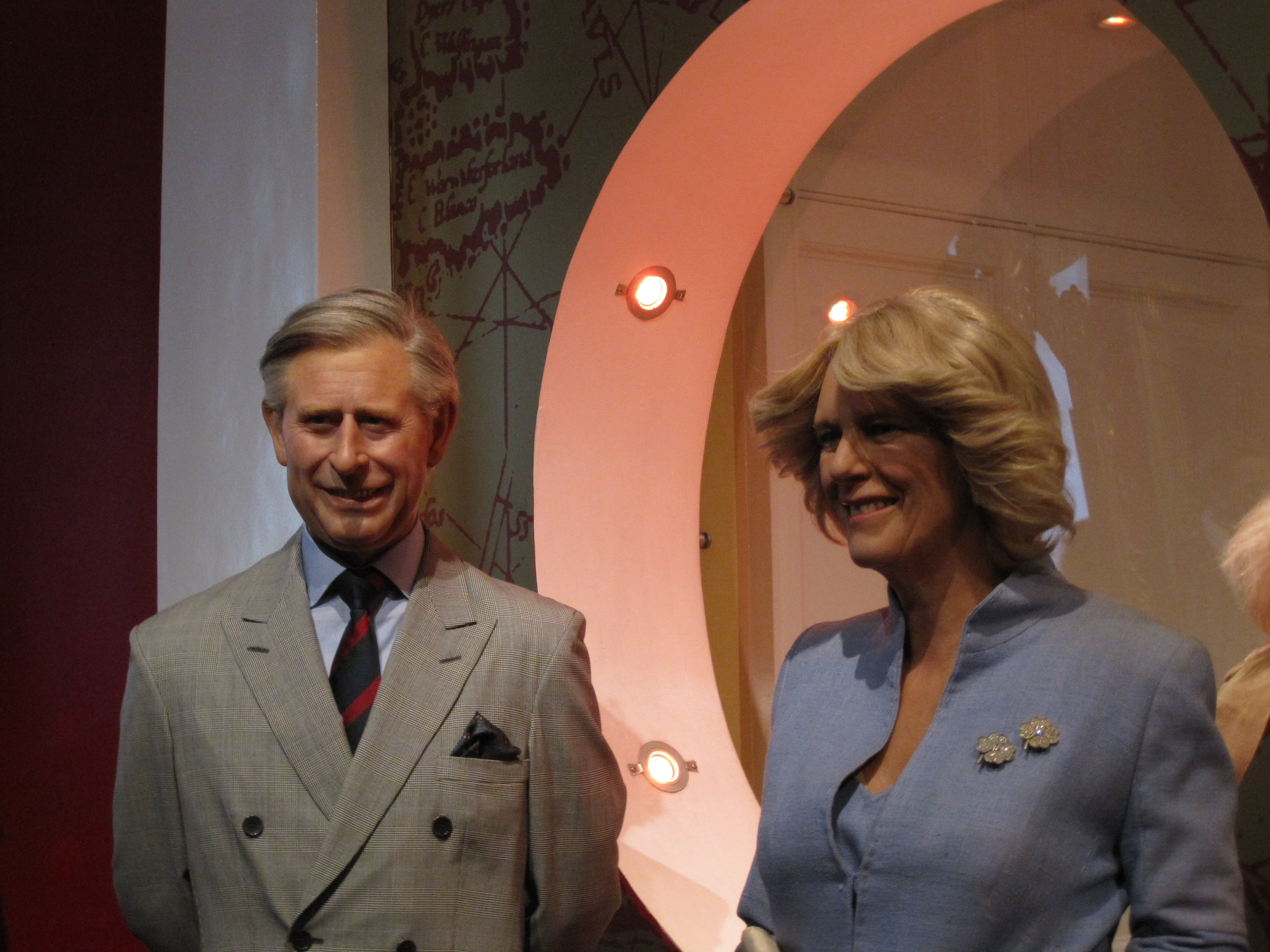
Charles & Camilla
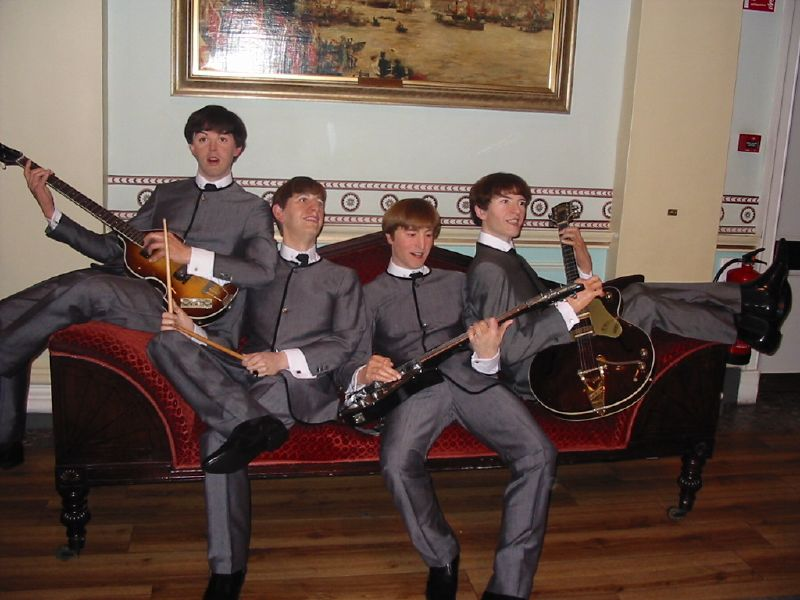
The Beatles
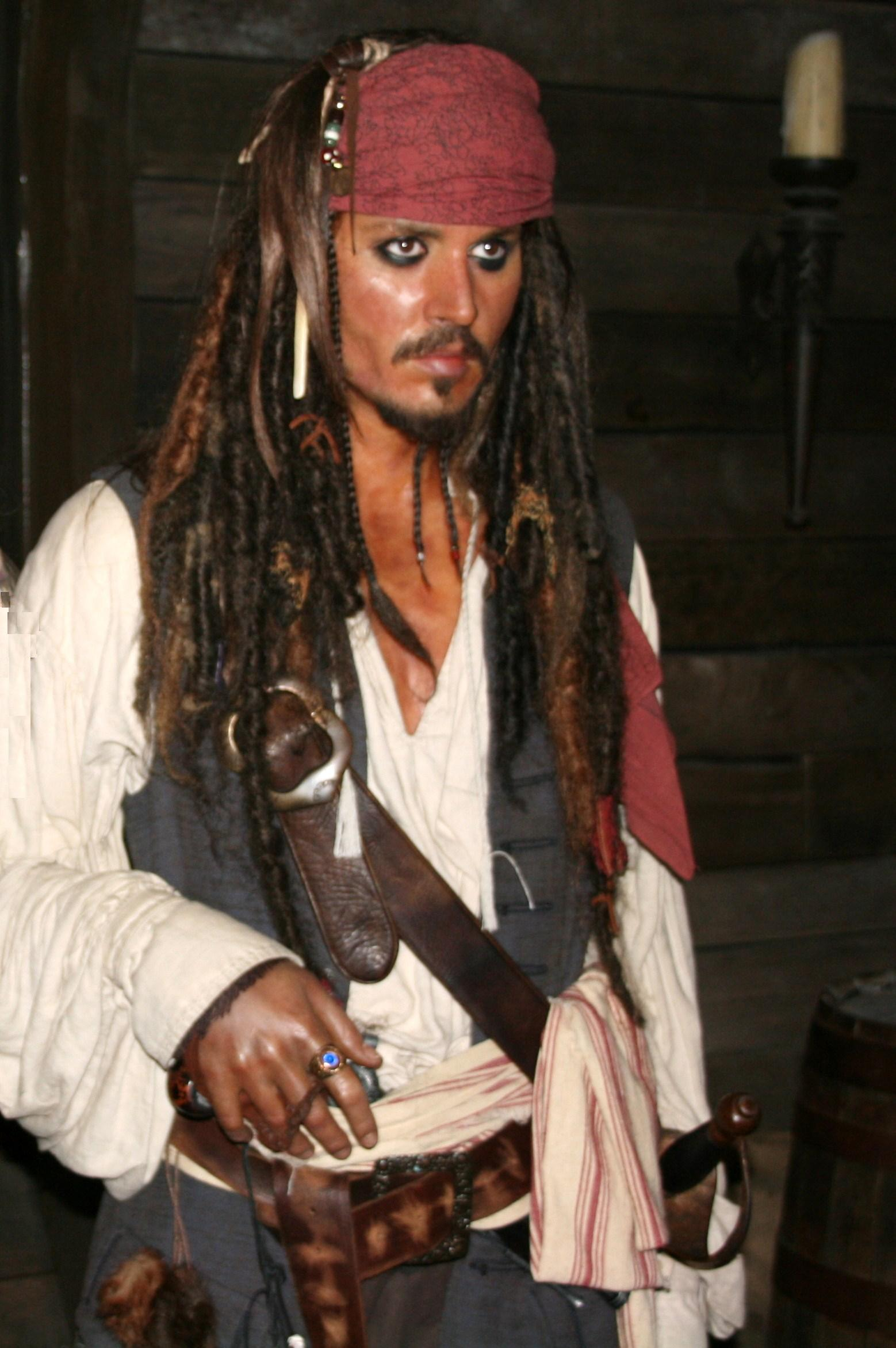
Jack Sparrow, alias Johnny Depp
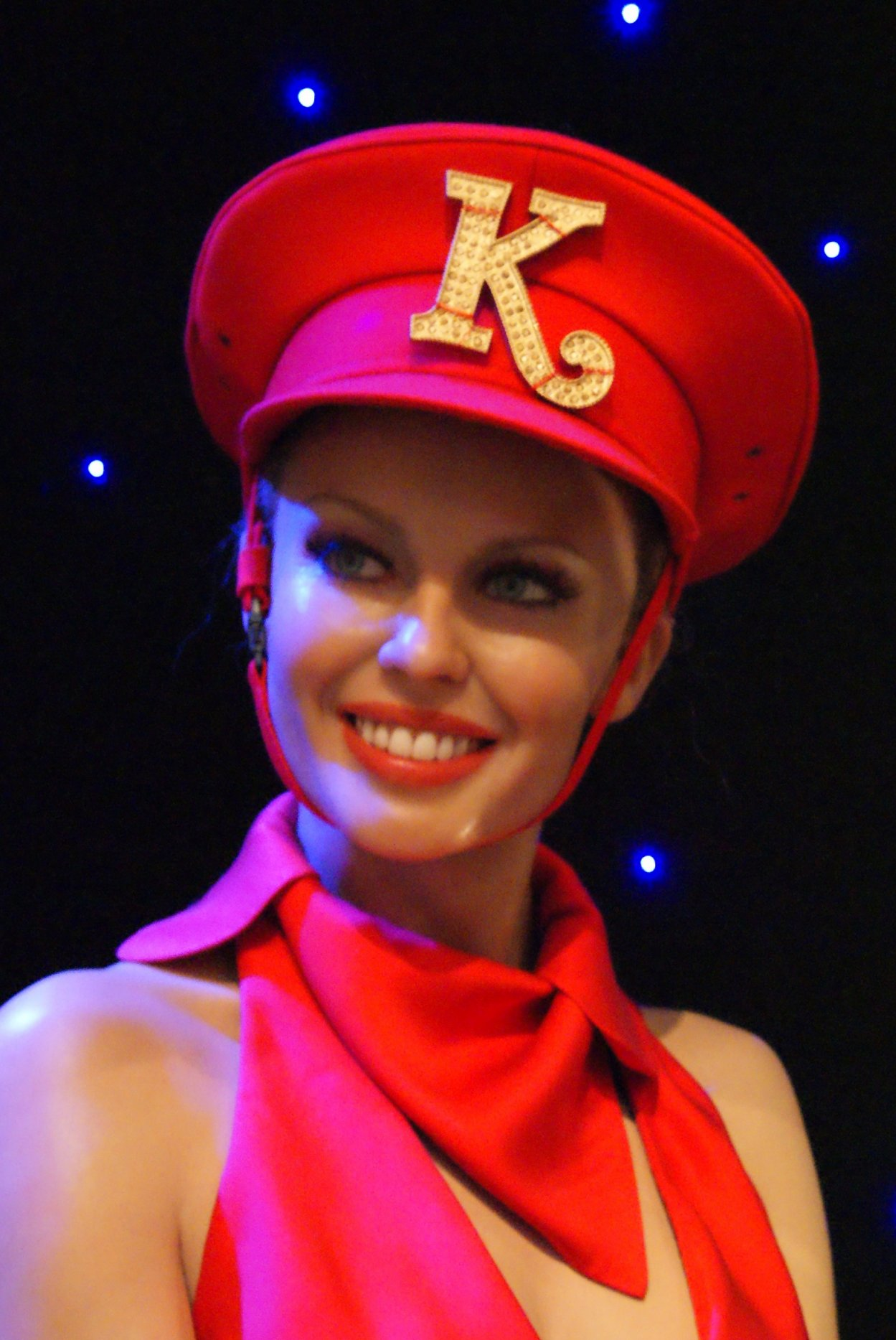
Kylie Minogue